# Спрайт (компютърна графика)
Спрайт (на английски: sprite) в компютърната графика е двуизмерна побитова карта (bitmap), която е интегрирана в по-голяма сцена, най-често в двуизмерна видеоигра. Първоначално терминът „спрайт“ се отнася за обекти с фиксиран размер, които биват слепвани заедно чрез хардуер върху общ фон.
Системи с хардуерни спрайтове са аркадните игри от 70-те и 80-те години на миналия век, игрални конзоли като Atari 2600, Nintendo Entertainment System, Sega Mega Drive, персонални компютри като Commodore 64, Amiga, MSX, X68000 и други. Различният хардуер може да поддържа различен брой спрайтове, големината и цветовете на всеки спрайт и специални ефекти като омащабяване.
Хардуерното съединяване на спрайтовете се случва, когато всяка сканлиния се приготвя за изобразяване върху екрана (например CRT), без участието на централния процесор и без нуждата от кадрови буфер за целия екран. Спрайтовете могат да се позиционират или променят чрез настройване на атрибути по време на хардуерното съединяване. Броят спрайтове, който може да бъде изобразен на дадена сканлиния обикновено е по-малък от общия брой спрайтове, който е поддържан от системата. Така например, видеоконтролерът Texas Instruments TMS9918 поддържа 32 спрайта, но само 4 могат да бъдат изобразени на една сканлиния.
Процесорите в съвременните компютри, игрови конзоли и мобилни устройства са достатъчно бързи, че побитовите карти могат да бъдат изобразявани в кадровия буфер и без помощта на специален хардуер. Освен това, съвременните графични процесори могат да изобразяват огромен брой омащабени, завъртяни, изгладени и дори частично прозрачни картинки заедно с централния процесор.